# Agde Volley-Ball
Agde Volley-Ball est un club français de volley-ball, basé à Agde, qui évolue en National 2 (4ème niveau national) . La section masculine a évolué au plus haut niveau national lors de la saison 1996-1997.

## Historique
- 1962 : Naissance de la section volley-ball du FLL Agde.
- 1996 : Champion de France de Nationale 1B et accession en PRO A
- 1997 : Rétrogradation en PRO B
- 2005 : 11e de PRO B, le club est relégué en Nationale 3 à la suite de problèmes financiers
- 2006 : Accession en Nationale 2
- 2009 : Champion de France de Nationale 2 et accession en Nationale 1
- 2011 : Rétrogradation en Nationale 2

## Historique des logos

Logo de 2007 à 2013
Logo depuis 2013

## Palmarès
- Championnat de France de Nationale 1B 
  - Vainqueur : 1996
- Championnat de France de Nationale 2 (1)
  - Vainqueur : 2009